# Румансфелден
Румансфелден (њем. Ruhmannsfelden) град је у њемачкој савезној држави Баварска. Једно је од 24 општинска средишта округа Реген. Према процјени из 2010. у граду је живјело 2.067 становника. Посједује регионалну шифру (AGS) 9276142.

## Географски и демографски подаци
Румансфелден се налази у савезној држави Баварска у округу Реген. Град се налази на надморској висини од 536 метара. Површина општине износи 5,8 km². У самом граду је, према процјени из 2010. године, живјело 2.067 становника. Просјечна густина становништва износи 356 становника/km².